# 제4대 레녹스 백작 매슈 스튜어트

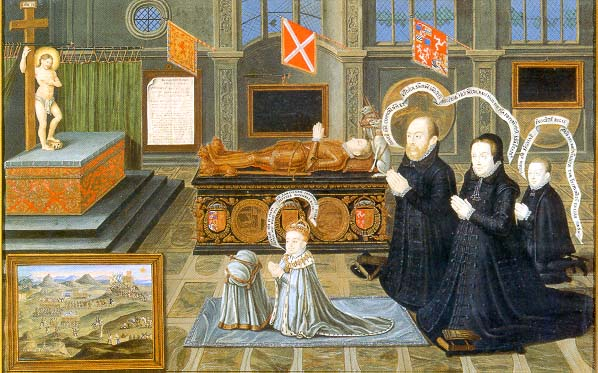
헨리 스튜어트의 시신 앞에서, 손자 제임스 6세, 매슈와 마거릿 더글라스, 아들 찰스 순

매슈 스튜어트(Matthew Stewart, 1516년 9월 21일 ~ 1571년 9월 4일)는 스코틀랜드의 귀족이다. 제2대 레녹스 백작 매슈 스튜어트의 손자이고 알렉산더 스튜어트의 후손이다. 그는 로버트 2세의 증조부인 제임스 스튜어트의 동생 본킬의 존 스튜어트의 후손이었다. 제임스 6세(잉글랜드의 제임스 1세)의 할아버지이다.

## 생애

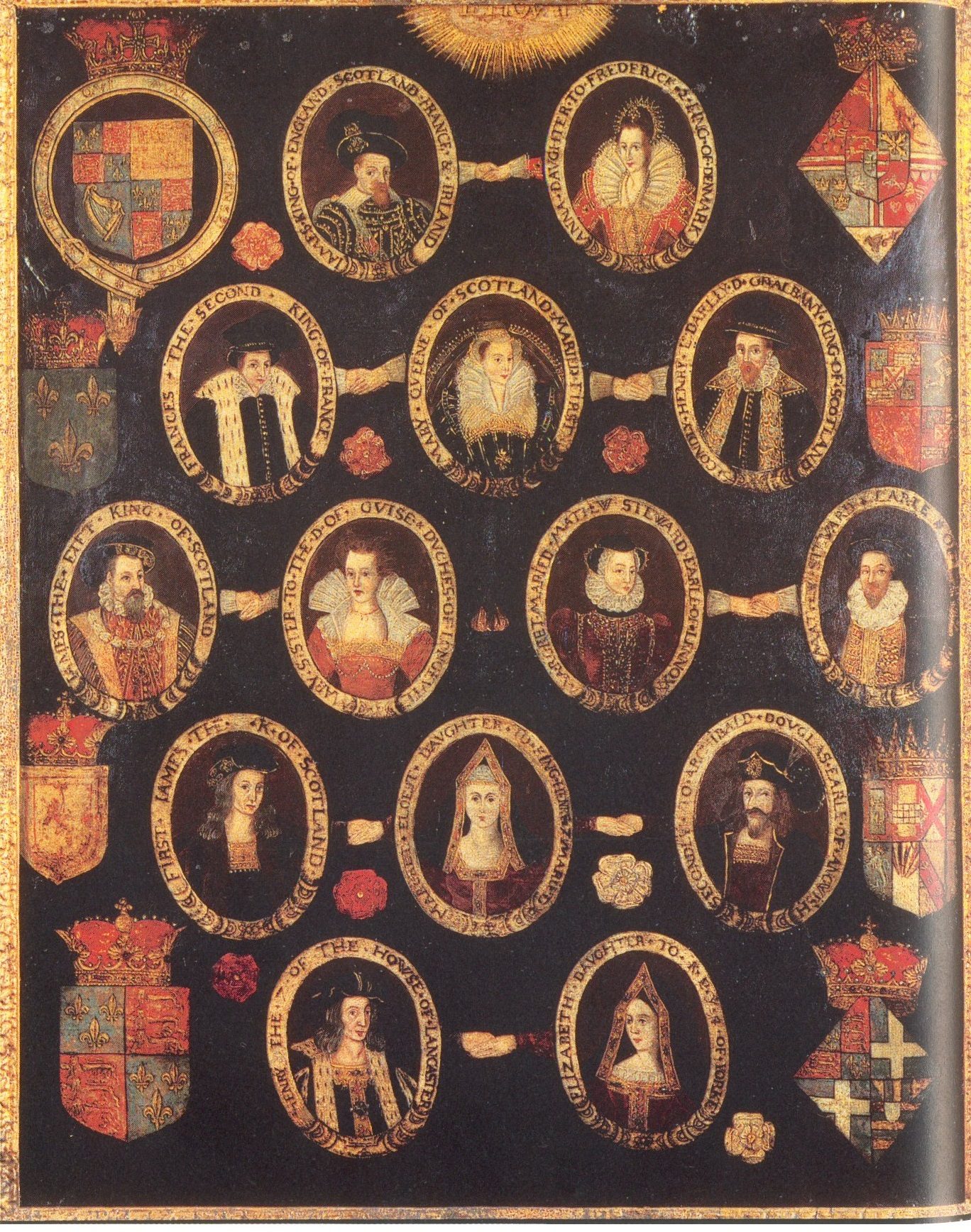
헨리 7세 후손의 가계도, 가운데행 맨 오른쪽이 매슈

매슈는 스튜어트 왕가의 먼 방계로, 스코틀랜드 스튜어트 왕조의 첫 왕 로버트 2세의 종증조부 본킬의 존 스튜어트 경의 9대손이었다.
할머니 엘리자베스 해밀턴은 제임스 2세의 딸 메리 스튜어트의 딸로 제임스 5세는 모계로 7촌 아저씨뻘이었다. 또한 제임스 4세의 미망인이자 잉글랜드 왕 헨리 7세의 딸 마거릿 튜더와 제6대 앵거스 백작 아치볼드 더글러스의 딸 마거릿 더글러스와 결혼하여 제임스 5세에게 의붓 매부가 되었다. 두 아들 단리 경 헨리 스튜어트와 찰스는 어머니 쪽으로 튜더 왕가의 계승권을 확보하게 된다.
1543년 헨리 8세의 아들 에드워드 왕자(후에 에드워드 7세로 즉위)를 만나 앙글랜드 왕국과의 그리니치 조약을 체결하는데 참여하였다. 그러나 스코틀랜드에서 영국의 왕위 계승 문제에 참여하게 되면서 조약은 깨진다. 그뒤 스코틀랜드 의회의 결의로 잉글랜드와의 전쟁이 터지자 러그 우잉 전투와 글래스고 뮤어의 전투에 참전하였다.

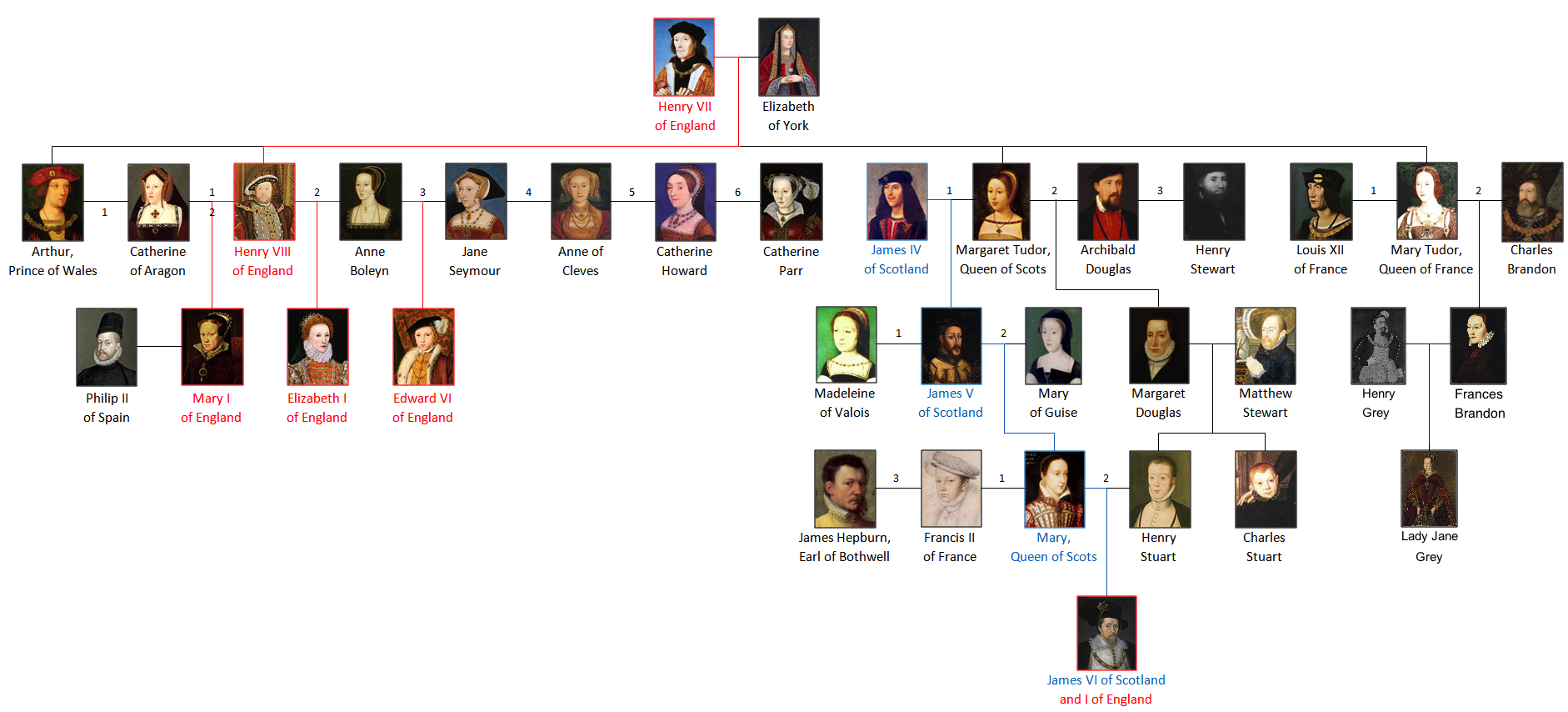
튜더 왕가 가계도

그는 아들 단리를 제임스 5세의 딸 메리 스튜어트와 결혼시켰다. 프랑스 왕 프랑수아 2세와 결혼했다가 프랑수아의 사후 재혼 상대로 단리가 낙점된 것이다. 그러나 평소 그는 메리 스튜어트를 탐탁치 않게 생각하였고, 단리와 메리와의 관계는 원만하지 못했다. 1567년에는 단리가 폭사당하고 만다.
1567년 스코틀랜드의 다른 귀족들과 함께 메리의 폐위와 유폐를 주도한다. 이에 메리는 전쟁을 선포한다. 그는 메리 및 여왕의 지지자들과 권력투쟁을 하는 한편 단리의 유일한 아이이자 어린 손자 제임스(후의 제임스 6세)의 섭정으로서 정사를 보좌하였다.
1571년 9월 4일 헌틀리 백작 조지 고든(George Gordon), 파이슬리 경(Lord Paisley) 클로드 해밀턴(Claud Hamilton), 뷰크래치의 이리드(lairds of Buccleuch)와 페르네르스트(Ferniehurst) 등에 의해 암살되었다. 매슈의 작위는 그의 장손 제임스 6세가 계승하였다.

## 가계
- 할아버지 매슈 스튜어트
- 할머니 엘리자베스 해밀턴, 제임스 2세의 딸 메리 스튜어트의 딸
- 아버지 존 스튜어트
- 어머니
- 부인 마거릿 더글러스, 헨리 7세의 외손녀, 제임스 5세에게는 이복 누이
  - 아들 헨리 스튜어트
  - 며느리 스코틀랜드의 메리 1세
    - 손자 제임스 6세, 스코틀랜드와 잉글랜드의 군주

  - 아들 찰스 스튜어트

- 장모 마거릿 튜더, 스코틀랜드왕 제임스 4세의 미망인, 잉글랜드 왕 헨리 7세의 딸
- 장인 아치볼드 더글러스

- 기타
  - 제임스 4세, 할머니 쪽으로는 외재종조뻘, 부계로는 19촌 아저씨
  - 제임스 5세, 할머니 쪽으로 7촌 아저씨, 부계로는 20촌 종형제뻘

## 같이 보기
- 튜더 왕조
- 메리 스튜어트 여왕
- 제임스 5세
- 헨리 스튜어트
- 스튜어트 왕조